# Tirant lo Blanc
Tirant lo Blanc (Tirant lo Blanch în original) este cea mai importantă operă literară a scriitorului și cavalerului valencian Joanot Martorell, terminată și de cavalerul valencian, Martí Joan de Galba. Este considerată unul dintre cei mai mari exponenți ai romanului cavaleresc în limba catalană și al secolului de aur valencian. 
Se pare că a fost scris între 1460 și 1464, a fost publicat la Valencia în 1490 și retipărit la Barcelona în 1497 în ediții incunabule. În secol XVI a fost tradus în spaniolă (1511) și în italiană (1538), mai târziu în franceză (1737) și mai recent a fost tradus în engleză (1984) și în multe alte limbi. Este menționat în Don Quijote de La Mancha ca una dintre lucrările salvate de la arderea cărților. 

## Istoria
Autorul celebrului Don Quijote, Miguel de Cervantes, a asigurat că Tirant lo Blanc al lui Joanot Martorell a fost cea mai bună carte din lume. În Quijote, iscusitul hidalgo observă că în Tirant cavalerii mănâncă, se odihnesc și fac testament când mor, obiceiuri foarte umane pe care romanul de aventuri cavalerești, până în acel moment, le trecuse cu vederea.
Opera lui Martorell, tipărită pentru prima dată în Valencia în 1490 și publicată în Valladolid în traducerea spaniolă în 1511, este, prin urmare, o operă inovatoare. Motivul este că ceea ce povestește este credibil și pentru că personajele sunt umane și, ca atare, ființe complexe, cu slăbiciuni și virtuți. Tirant lo Blanc este de asemenea un roman total, deoarece are registre ludice și transcendente, iar aventurile și nenorocirile de război și sentimentale ale protagonistului, cavalerul Tirant, din Bretania, se succed în diferite scenarii: cel cavaleresc, militar, curtenesc și amoros. Din toate aceste motive, textul lui Joanot Martorell este considerat drept o operă modernă.
Martorell a conceput probabil opera după căderea Constantinopolului în fața turcilor (1453). Scriitorul și cavalerul visau la o eliberare de oraș mulțumită protagonistului creștin. A început să-l scrie la Barcelona în ianuarie 1460, iar precaritatea economică l/a obligat să i-o amaneteze lui Martí Joan de Galba care a intenționat sa obțină un anume câștig cu romanul inedit pana in 1490, când o va înmâna tipografiei. Opera, care cuprinde 487 de capitole, este povestită la persoana a treia de un narator care aproape nu intervine.

### Romane similare
Marea majoritate a romanelor cavalerești au avut o inspirație fantastică, iar scenele aventurilor erau îndepărtate și exotice. Cavalerii au avut de-a face cu monștri feroce care le-au stat în cale și au avut loc evenimente magice. Aruncarea albului nu recurge însă la fantezie. Nici Curial e Güelfa, un alt roman catalan anonim din secolul al xv-lea, deși există câteva episoade fanteziste. În acest roman anonim, elementul fantastic este aventura în care cavalerul Espercius intră în peștera unui dragon pentru a dezamăgi o fecioară. În general, însă, cele două opere catalane prezintă personaje demistificate, iar referințele istorice și geografice sunt reale. Lumea descrisă este palpabilă și, în același timp, Martorell arată clar că cavalerii pot face parte din societatea contemporanilor lor.
O altă trăsătură caracteristică este umanitatea eroului, care se remarcă mai mult prin inteligență decât prin forță. Tirant folosește nenumărate strategii de război terestre și maritime, și face uz de ingeniozitate. De asemenea, ca toți ceilalți, are și o viață sentimentală cu câteva momente erotice și carnale. Este un cavaler și, prin urmare, trebuie să aducă un tribut eroic unei doamne de care este îndrăgostit. Dragostea focalizează dezbaterile, parlamentele și scrisorile, iar tonul este senzual și ludic, mai ales atunci când descrie trucurile Văduvei Răposate, răutățile cameristei Plaerdemavida, iubirile împărătesei cu Hipolit și relația lui Tirant cu Carmesina.
Martorell nu doar s-a nutrit din experiența anterioară când a scris romanul Tirant lo Blanc. Înainte de a-l scrie, scriitorul făcuse o schiță a unui roman despre contele Guillem de Varoïc, care apare în primele capitole ca un precedent pentru Tirant. Ambii se întâlnesc, iar Guillem îl îndoctrinează cu înțelepciune pe tânărul cavaler. Aventurile lui Guillem sunt inspirate din poemul epic englezesc Guy de Warwick, din secolul XIIși din Cartea Ordinului Cavaleriei, de Ramon Llull. Aceste prime capitole definesc idealul cavaleriei așa cum a fost conceput de aceste lucrări și de însuși Martorell în secolul XV. De fapt, cavalerii citeau tratate de cavalerie din care au învățat meseria. Este cazul lui Guillem de Varoïc, care când se apropia de el un tânăr Tirant era cufundat în lectura Arborelui de bătălie de Bouvet.

## Autor
Autorul lui Tirant lo Blanc a fost un cavaler cu o viață destul de agitată. Sub domnia lui Martin I, familia sa se bucurase de o oarecare influență, dar odată cu moartea tatălui său a trebuit să aibă grijă de șapte frați și a început un declin economic și social. Martorell și-a dedicat o parte din viață luptei pentru a-și apăra onoarea și a face față datoriilor. A avut câțiva adversari, precum verișorul său Joan de Monpalau, căruia i-a reproșat că nu și-a îndeplinit obligațiile conjugale, după o nuntă secretă cu sora sa. Adesea rezultatul acestor dispute nu a fost favorabil scriitorului, care a transferat aceste experiențe în roman, cum este cazul nunții secrete a lui Tirant și Carmesina.
Faptul că a fost inspirat din viața lui a îmbogățit în mod remarcabil opera. Martorell a fost un cavalier de prestigiu care a fost consultat de către curțile din Franța, Anglia sau Portugalia. Din aceste experiențe, el a extras materie primă, care le-a oferit nuanțe, profunzime psihologică și credibilitate personajelor. 

## Modernitatea operei
Tirant lo Blanc este primul roman din literatura universală în care apare un erou fictiv „în carne și oase”, și anume, personaje cotidiene, cu sentimente și defecte. Opera este rezultatul adunării multor romane cu, mai mult sau mai puțin, entitate proprie, susținute de prezența protagonistului, un limbaj comun și o viziune totalizatoare asupra lumii. Se poate vorbi, așadar, de un anumit fragmentarism structural care nu afectează sensul unitar al romanului. De asemenea, în același mod, putem vorbi despre discontinuitatea pe care Tirant o reprezintă față de narațiunea anterioară. Într-adevăr, presupune o abandonare definitivă a idealurilor medievale (religie, cavalerie) și însușirea rapidă a idealurilor burgheze (plăcere, rațiune, umor), așadar nu putem lua în considerare Tirant lo Blanc drept o carte de aventuri cavalerești convențională. 
Mai importante decât scenele bătăliilor și ale petrecerilor de curte, sunt scenele vieții de zi cu zi, în care protagoniștii sunt arătați așa cum sunt cu adevărat, dezbrăcați de orice artificiu, cu toată simplitatea și spontaneitatea de care oamenii sunt capabili. Aceste scene se bazează pe senzualitatea în care este impregnată opera, cu incursiuni frecvente în erotism, și în alternanța narațiune-dialog. Senzualitatea și erotismul răspund unei filozofii vitaliste total depărtate de imoralitatea și condiția adolescenților și tinerilor din personajele principale. Narațiunea la persoana a treia și dialogul răspund dorinței autorului de a crea o atmosferă de credibilitate prin viteză, expresivitate și naturalețe. 
În Tirant cavaleria a intrat în criză: ton solemn și oratoric, discursuri retorice lungi, lamentări, schimburi de întrebări și răspunsuri, etc. Dimpotrivă, ideologia burgheză este exprimată pe un ton colocvial, dinamic și satiric (ironia, comparațiile...) care oferă cititorilor tiparul comportamental (psihologia) al personajelor. 
Finalul este, de asemenea, modern, departe de fericirea artificială a basmelor sau a întâmplărilor divine ale eroilor epici: Tirant este răpus de o boală, un eveniment deloc onorabil. Rivalul său cel mai mare, Hipolit, este singurul care supraviețuiește și prosperă, cu un mesaj final pesimist care contrastează cu tonul satiric și festiv al întregii opere și care amintește că toate personajele sunt umane și, prin urmare, muritoare, precum și ideea că viața reală nu este întotdeauna corectă. 

## Anul Tirantului
Este cunoscut drept Anul Tirantului (Any del Tirant, în catalană) ansamblul de evenimente organizate în jurul celebrării celui de-al cincilea centenar al primei ediții al Tirant lo Blanc în 1990. A primit sprijinul administrațiilor autonome din Țara Valenciană, Catalonia și Insulele Baleare, precum și toate instituțiile culturale. Toate activitățile au vizat o difuzare majoră a operei și au evidențiat Symposion Tirant lo Blanc, expozițiile Tiparul valencian și Tirant lo Blanc, imagini și obiecte. De asemenea, a existat un interes special în difuzarea acesteia în mediul școlar cu ediții adaptate pentru școlari în format comic. Principalii coordonatori ai celui de-al cincilea centenar au fost Josep Piera, Isidor Cònsul, Eliseu Climent și Jesús Huguet..

## Diverse opere inspirate deTirant lo Blanc
- En Tirant lo Blanc a Grècia (1958), operă buffa de Joan Altisent, cu libret de Joan Sales.
- Tirant lo Blanc, versiuni pentru teatru de Maria Aurèlia Capmany (1968, 1971, 1976)[9]
- Tirant lo Blanc (1977), cantată pentru coruri de copii cu muzică de Antoni-Ros Marbà și text de Núria Albó (2 CD).
- Tríptic de Tirant lo Blanc (1990), cantată scrisă de compozitorul Amand Blanquer, cu versuri de Josep Palàcios.
- El triomf de Tirant (1992), opera compozitorului Amand Blanquer, cu libret de Josep Lluís și Rodolf Sirera.
- Tirant lo Blanc (1992), balet cu muzică de Leonora Milà.
- Tirant lo Blanc (2006), film regizat de Vicente Aranda.
- Tirant (2019), versiune teatrală de Paula Llorens[10]

## Traduceri
Lucrarea a fost tradusă în germană, franceză, engleză, asturiană, spaniolă, daneză, chineză, italiană, olandeză . în suedeză, finlandeză, poloneză, română, rusă, japoneză și tagalog . 